# Efteling Stoomtrein Maatschappij
| Dampflokomotive Aagje (Baujahr 1911) |                     |                            |                            |
| Streckenverlauf |                     |                            |                            |
| Streckenlänge: | 3 km                |                            |                            |
| Spurweite: | 600 mm (Schmalspur) |                            |                            |
| |                     |                            |                            |
| \| \| \| Bahnhof Marerijk \| \| \| \| \| Lokschuppen (unzugänglich) \| \| \| \| \| \| \| \| \| \| \| \| \| \| \| \| \| \| \| \| \| \| \| \| \| Bahnhof Ruigrijk \| \| \| \| \| \| \| |                     |                            |                            |
| Strecke von links · Abzweig quer und von links · Bahnhof quer · Bahnübergang quer · Bahnübergang quer · Strecke von rechts                                                           |                     | Bahnhof Marerijk           | Bahnhof Marerijk           |
| Dienststation / Betriebs- oder Güterbahnhof · Tunnel · Strecke |                     | Lokschuppen (unzugänglich) | Lokschuppen (unzugänglich) |
| |                     |                            |                            |
| Bahnübergang · Brücke über Wasserlauf |                     |                            |                            |
| Bahnübergang |                     |                            |                            |
| Bahnübergang · Strecke |                     |                            |                            |
| Bahnübergang · Bahnhof |                     | Bahnhof Ruigrijk           | Bahnhof Ruigrijk           |
| Strecke nach links · Bahnübergang quer · Bahnübergang quer · Bahnübergang quer · Strecke nach rechts                                                                                 |                     |                            |                            |

Die Efteling Stoomtrein Maatschappij (Dampfzuggesellschaft Efteling) ist eine als Parkeisenbahn genutzte Schmalspurbahn mit einer Spurweite von 600 mm im niederländischen Freizeitpark Efteling bei Kaatsheuvel zwischen Waalwijk und Tilburg.

## Geschichte
Die anfangs U-förmige Bahnstrecke wurde 1968 mit gebrauchten Cockerill-Schienen am Rand des Freizeitparks mit einer Haltestelle an jedem Ende gebaut. Sie wurde im März 1969 für den Personenverkehr in Betrieb genommen. Beide Haltestellen verfügten jeweils über ein Gleisdreieck, um die Lokomotiven zu wenden. 1984 wurde die Strecke zu einem Rundkurs um den Park erweitert, der eine Gesamtlänge von 3 Kilometern aufweist. Heutzutage hat die Linie Haltestellen in den Bereichen Abenteuerland und Feenland sowie eine weitere Haltestelle für die Feenfiguren.

## Lokomotiven

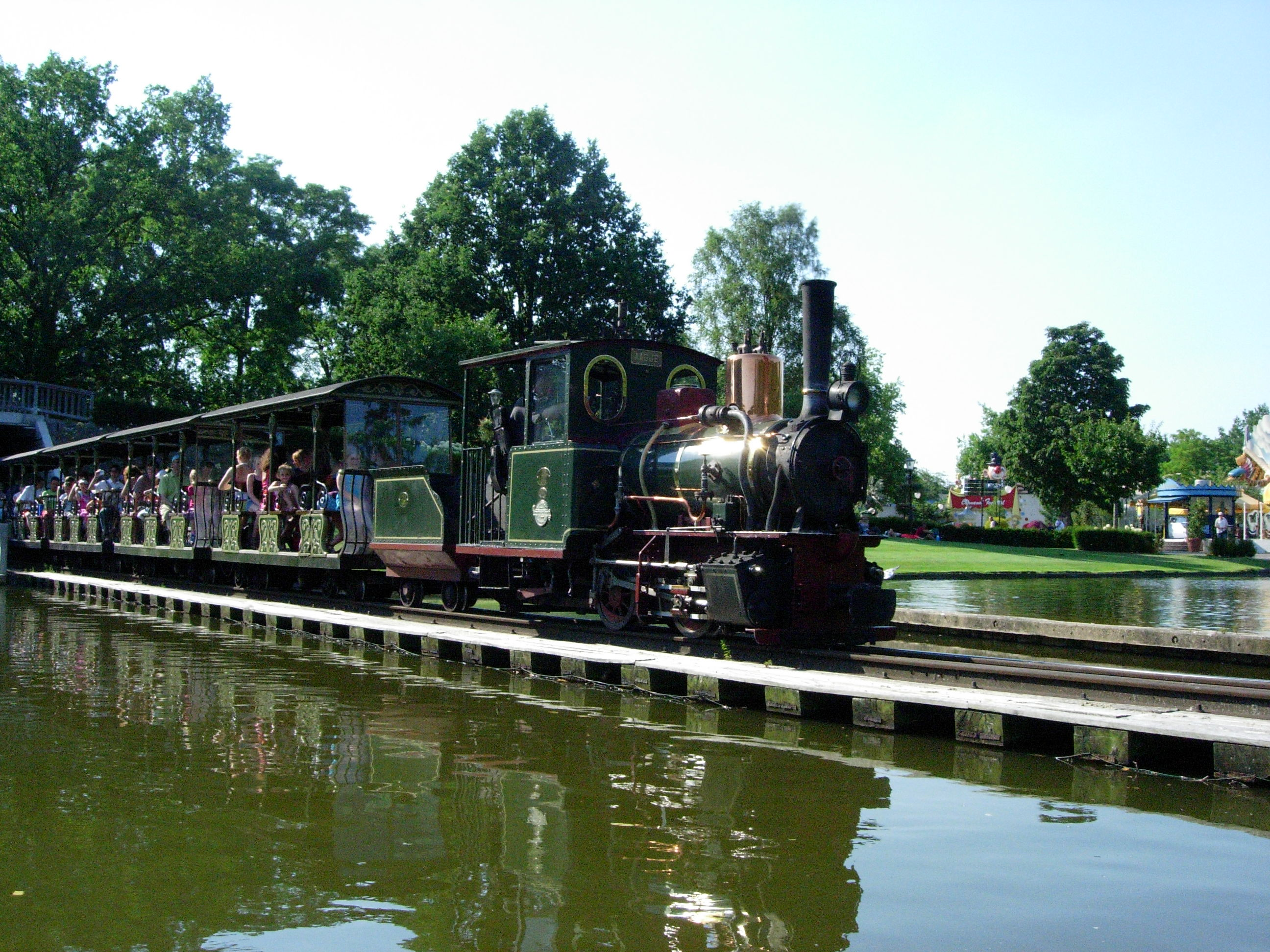
Dampflokomotive Aagje (Baujahr 1911)

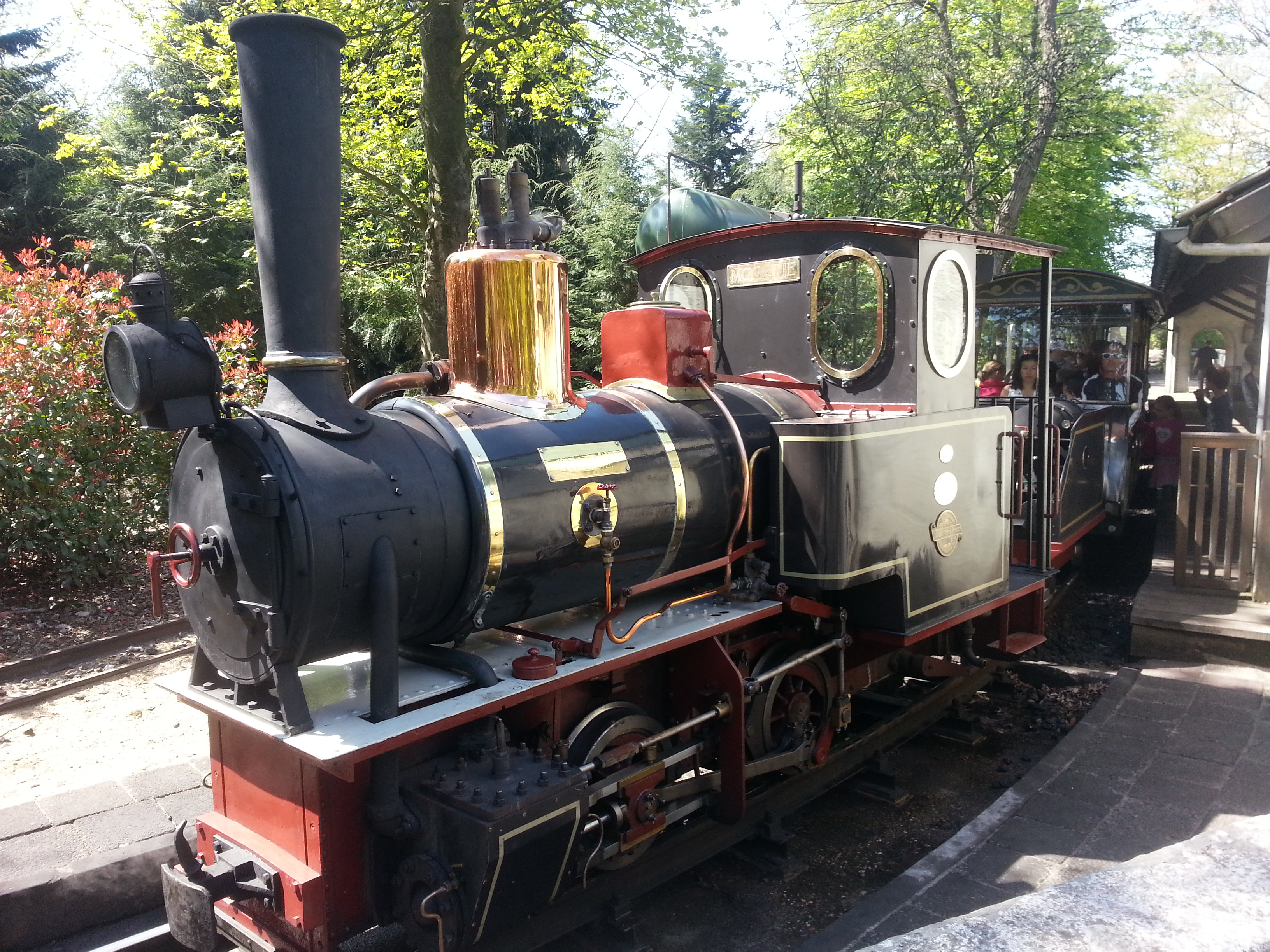
Dampflokomotive Moortje (Baujahr 1908)

- Aagje (1911): Die Orenstein-&-Koppel-Dampflokomotive mit der Werksnummer 4930 war die erste Lok des Parks. Sie war zuvor in der Ziegelei IJsseloord in Arnhem in Betrieb. Sie begann 1969 ihren „Feendienst“. Zuvor war sie von Kees Neve nach den Vorstellungen von Anton Pieck generalüberholt worden, wobei sie dunkelgrün lackiert wurde. Sie erhielt einen Schlepptender, weil die Öffentlichkeit das zu jener Zeit bei einer Dampflok erwartete. Für den Tender wurden Räder aus alten Grubenwagen verwendet. Die Lokomotive erhielt 1979 auch einen neuen Kessel. Später wurden weitere Details hinzugefügt. Zum Beispiel gibt es jetzt ein Namensschild in der Nähe des Dampfdoms. Als 1980 die letzte Parade für Königin Juliana abgehalten wurde, bevor sie den Thron und die Krone an Beatrix übergab, zog Aagje die königlichen Gäste auf temporär verlegten fliegenden Gleisen durch den Schlosspark des Palais Soestdijk.
- Moortje (1908): Die Orenstein-&-Koppel-Dampflokomotive mit der Werksnummer 2697 kam nach dem Einsatz in einer belgischen Zeche in Efteling zum Einsatz.
- Neefje (1914): Ursprünglich eine feuerlose Dampflokomotive. Von 1979 bis 2001 in Efteling in Betrieb. Diese besondere Lokomotive ist nach Kees Neve benannt, der Aagje, Moortje und Neefje für Efteling umgebaut und geliefert hat. Er war unter niederländischen Schmalspurliebhabern ein bekannter Experte.[2]
- Trijntje (1992): Von Alan Keef 1992 gebaut. Sie ist 3,90 Meter lang und 1,53 Meter breit. Sie wiegt ungefähr 7 t und ihre Farbe ist "Anton Pieck Rot".[3]
- Diesellok: Von der Diepholzer Maschinenfabrik Fritz Schöttler (Diema) gebaut und zu Wartungszwecken genutzt.[4]

Jede Dampflokomotive zieht sechs Wagen, die von Anton Pieck entworfen wurden. Er entwarf auch die Schlepptender, die bei diesen Schmalspurlokomotiven ursprünglich nicht üblich waren.